# Giampaolo Pazzini
Giampaolo Pazzini (Pescia, 2 agosto 1984) è un ex calciatore italiano, di ruolo attaccante, ex responsabile dell'area tecnica e consulente di mercato della Pistoiese.

## Biografia
Anche il padre Romano e il fratello Patrizio hanno intrapreso la carriera calcistica, giocando a loro volta da attaccanti.
Nel luglio 2011, dopo un fidanzamento decennale, ha sposato Silvia Slitti (ex meteorina del TG4). Il 22 dicembre successivo è diventato padre di Tommaso. Apparso in vari spot pubblicitari di Nike e Mediaset Premium (insieme a Clarence Seedorf e Claudio Amendola), è stato l'uomo-copertina per l'edizione italiana del videogioco FIFA 12: assieme a lui compaiono i colleghi Philippe Mexès e Wayne Rooney. Il 18 giugno 2015 ha presenziato al matrimonio di Ignazio Abate, suo compagno di squadra al Milan, in qualità di testimone.
Soprannominato il Pazzo, è noto per la sua caratteristica esultanza: ogni volta che segnava un gol era solito apporre l'indice e il medio davanti agli occhi.

## Caratteristiche tecniche
Era un centravanti opportunista, abile in area di rigore. Si distingueva nel gioco aereo per elevazione e stacco di testa. Anche se si presentava come un attaccante d'area di rigore, retrocedeva per fare salire la squadra. Calciatore di grande carisma, si sacrificava sempre per la squadra e i compagni. Era poi un ottimo rigorista: in carriera ha messo a segno 35 penalty su 39 calciati e, in particolare, in Serie A vanta una percentuale realizzativa che rasenta la perfezione , con il 95,8%, ovvero 23 reti dagli undici metri su 24 tiri battuti complessivamente.

## Carriera

### Club

#### Gli esordi e l'Atalanta
Dopo aver giocato in Toscana con Montecatini e Margine Coperta, entra a far parte del settore giovanile dell'Atalanta: nel club orobico conosce Riccardo Montolivo, che incontrerà in vari momenti della propria carriera (nel 2005 alla Fiorentina e nel 2012 al Milan). Il 17 agosto 2003 esordisce da professionista, nella gara di Coppa Italia persa 2-0 contro il Venezia. Appena diciannovenne, contribuisce con 39 presenze e 9 gol in campionato al ritorno dei bergamaschi in Serie A.
Confermato nell'undici titolare, esordisce in massima categoria il 12 settembre 2004 segnando una rete al Lecce: l'incontro si conclude 2-2. Nel girone di andata del torneo segna altre due volte, contro Inter e Cagliari. Durante la sessione invernale di mercato, viene ceduto alla Fiorentina per 6 milioni e mezzo di euro.

#### Fiorentina

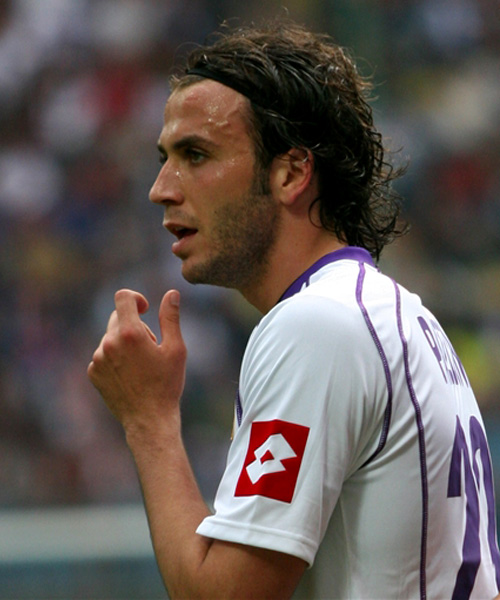
Pazzini ai tempi della Fiorentina nel 2007

In maglia viola realizza altri tre gol nel girone di ritorno, aiutando la squadra a raggiungere la salvezza. Conquista inoltre l'Oscar dell'AIC come miglior giovane, precedendo l'interista Martins e il leccese Vučinić. Nella stagione 2005-06, complice l'arrivo di Luca Toni, il tecnico Cesare Prandelli lo impiega da mezzapunta invece che da centravanti. L'anno seguente, dopo aver esordito con una doppietta al Giarre in Coppa Italia, riporta una distrazione muscolare in occasione di una gara con l'Under-21. Al rientro in campo, nel mese di novembre, risulta decisivo per la vittoria contro l'Atalanta grazie a cui i toscani - rimasti coinvolti nel caso di Calciopoli - azzerano la penalizzazione.
Il 4 ottobre 2007 esordisce nelle competizioni continentali, scendendo in campo contro il Groningen in Coppa UEFA: dopo l'1-1 dei supplementari, i viola vincono ai rigori. In campionato l'attaccante segna 9 gol, contribuendo al quarto posto e al conseguente ingresso in Champions League. Il 12 agosto 2008 fa il suo esordio nella massima competizione europea, giocando l'incontro con lo Sparta Praga. Nella sua ultima stagione a Firenze, segna un solo gol; nel gennaio 2009 viene infatti ceduto alla Sampdoria, in cambio del cartellino di Bonazzoli.

#### Sampdoria

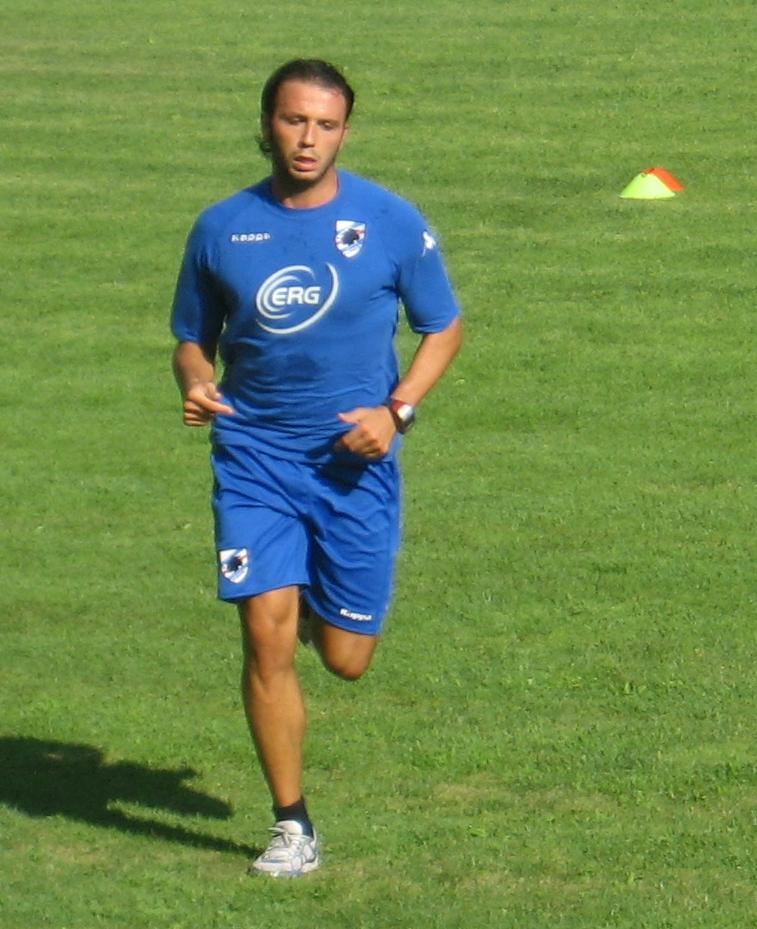
Pazzini alla Sampdoria nel 2009, durante un allenamento

Acquistato dal club genovese, segna il primo gol da blucerchiato contro l'Udinese in Coppa Italia. Nella semifinale di andata del torneo, realizza invece una doppietta a spese dell'Inter (battuta 3-0). Durante il periodo con la squadra ligure forma un'interessante coppia offensiva con Antonio Cassano, le cui doti tecniche ben si abbinano alle capacità realizzative del Pazzo. Il duo verrà paragonato ai "gemelli del gol" Mancini e Vialli, che nel 1991 portarono i doriani a vincere lo scudetto. Il miglior risultato raggiunto con la Sampdoria è la finale della Coppa Italia nel 2009 in cui, nonostante un suo gol, i liguri perdono ai rigori contro la Lazio.
Il 26 settembre 2009 segna la rete della vittoria contro l'Inter, che frutta ai genovesi il temporaneo comando della classifica: la compagine blucerchiata non deteneva il comando in solitaria dal 1990-91, quando si laureò campione d'Italia. A vincere il titolo saranno proprio i nerazzurri, anche per merito della sua doppietta contro la Roma che - a tre giornate dalla conclusione - impedisce ai giallorossi di allungare in vetta. Nell'ultima partita di campionato segna contro il Napoli, permettendo alla Sampdoria di classificarsi quarta e accedere alla Champions League dopo 19 anni dalla prima partecipazione.
In agosto, nei preliminari del torneo, realizza tre reti al Werder Brema tra andata e ritorno: i suoi gol non sono però sufficienti per accedere alla fase a gironi. La formazione viene ripescata in Europa League, dove l'attaccante decide - su rigore - la sfida con il Debrecen. Il 21 novembre 2010 mette poi a segno una tripletta contro il Lecce.

#### Inter

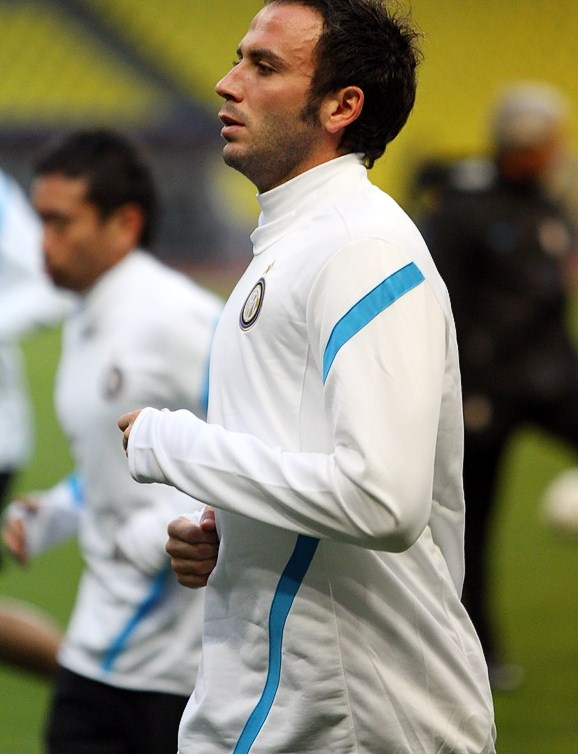
Pazzini in allenamento con l'Inter nel 2011

Nel gennaio 2011 viene acquistato dall'Inter per 12 milioni di euro, oltre al cartellino di Jonathan Biabiany. All'esordio contro il Palermo, subentrato dalla panchina, realizza una doppietta e procura il rigore che vale la rimonta interista (3-2). Il 16 febbraio segna contro la Fiorentina il gol del 2-1 finale, che corrisponde al centesimo centro in carriera. Conclude la stagione con 11 reti contribuendo al secondo posto dei nerazzurri e aggiudicandosi la Coppa Italia, primo trofeo nel suo palmarès.
Durante il breve periodo di Gasperini in panchina, è scarsamente utilizzato dal tecnico raccogliendo un minutaggio complessivo inferiore alle due ore di gioco. Pur trovando maggior spazio con Ranieri e Stramaccioni, il centravanti va incontro a una stagione al di sotto delle aspettative. Segna in totale 8 gol, di cui 5 in campionato.

#### Milan
Nell'agosto 2012 viene ceduto al Milan, nell'ambito della trattativa che porta Cassano, suo ex compagno di reparto alla Sampdoria, in nerazzurro. Nella stagione 2012-2013 colleziona 37 presenze e 16 gol complessivi, con una tripletta al Bologna (sconfitto per 3-1 in trasferta). Tuttavia, nel maggio 2013 si opera al ginocchio destro e rimane fuori dai campi sino al termine dell'anno.
Dopo essere tornato in campo, nel gennaio 2014 subisce un nuovo infortunio all'adduttore che lo costringe ad un nuovo periodo di stop. Conclude la stagione 2013-2014 con sole 21 presenze totali e 3 reti.
Nella stagione successiva la società rossonera ingaggia Filippo Inzaghi come allenatore, ma l'attaccante trova poco spazio. In occasione della partita con il Torino del 24 maggio 2015 veste la fascia di capitano, segnando su rigore il centesimo gol in Serie A.

#### Verona, parentesi al Levante e ritiro
All'età di 31 anni si trasferisce al Verona dove ritrova Luca Toni. Mette a segno il suo primo gol con la maglia gialloblù all'ottava giornata nella gara contro l'Udinese terminata poi 1-1, trasformando un calcio di rigore. Dopo essere rimasti senza vincere per 23 partite, gli scaligeri conquistano il primo successo stagionale contro l'Atalanta con Pazzini a siglare il gol del definitivo 2-1; l'attaccante chiuderà la stagione 2015-2016 con 6 reti messe a segno in 30 partite. A causa del disastroso girone di andata, l'Hellas retrocede in Serie B con largo anticipo.
Nel successivo campionato Pazzini contribuisce all'immediata risalita in massima serie del Verona, disputando la migliore stagione della propria carriera dal punto di vista realizzativo e vincendo la classifica dei marcatori della Serie B con 23 reti messe a segno in 35 partite.
Dopo avere trovato poco spazio da titolare in Serie A, nel gennaio del 2018 Pazzini passa in prestito agli spagnoli del Levante con la maglia del quale segna solo nella partita d'esordio, contro il Real Madrid.
Alla fine della stagione fa rientro al Verona, nuovamente retrocesso in serie cadetta. Nominato capitano dei gialloblù, segna dieci reti nella stagione regolare e due negli spareggi per la promozione (entrambe al Perugia), vinti in finale in rimonta contro il Cittadella, successo che sancisce il ritorno immediato degli scaligeri in massima divisione.
La prima parte del campionato di Serie A 2019-2020 non lo vede protagonista: in molte gare è relegato in panchina, anche a causa di problemi fisici. Torna al gol in Serie A il 15 dicembre 2019, nel corso di Verona-Torino (3-3), partita in cui contribuisce alla rimonta dei gialloblù trasformando un calcio di rigore. Segna anche nel match successivo, il 5 gennaio 2020 (primo gol dei veronesi nel nuovo anno): il suo stacco di testa sblocca la partita in casa della SPAL, terminata 0-2 per gli scaligeri. È decisivo anche il 26 gennaio contro il Lecce, trasformando in rete il penalty del definitivo 3-0. L'8 febbraio, invece, realizza su calcio di rigore la rete del 2-1 che decide la partita contro la Juventus in favore dei veneti. Sono quindi quattro le reti segnate in questa stagione di Serie A, per un totale di 50 gol segnati in 135 partite con la maglia del Verona.
Alla fine di luglio, a pochi giorni dal termine della stagione, annuncia la separazione dall'Hellas Verona. Il 2 agosto 2020 non rinnova, quindi, il contratto con il Verona e saluta la squadra, dopo avere disputato in totale cinque stagioni in maglia gialloblù. Dopo alcuni contatti con la Pistoiese, squadra della sua terra natia, in cui peraltro in passato avevano giocato sia il padre Romano sia il fratello Patrizio, il 21 novembre 2020 annuncia il proprio ritiro dall'attività agonistica, all'età di 36 anni.

### Nazionale

#### Nazionali giovanili
Ha giocato in ogni rappresentativa giovanile azzurra. Diciottenne, fa parte della nazionale italiana Under-19 che nel 2003 vince il titolo europeo: durante il torneo mette a segno due reti fondamentali, quella che decide la semifinale contro la Repubblica Ceca e quella che sancisce la vittoria azzurra per 2-0 nella finale contro il Portogallo, aggiungendosi alla rete di Della Rocca. Dal 2004 al 2007 milita nella nazionale italiana Under-21, guidata da Gentile prima e Casiraghi poi, partecipando a due edizioni del torneo continentale di categoria. Il 24 marzo 2007 realizza una tripletta nell'amichevole con i pari età dell'Inghilterra (conclusasi con il risultato di 3-3), disputata per inaugurare il nuovo stadio di Wembley: primo calciatore a segnare nell'impianto (dopo appena 28 secondi dal calcio d'inizio), ha ricevuto in omaggio il pallone dell'incontro con le firme di tutti i calciatori (consuetudine del calcio inglese).

#### Nazionale maggiore
Convocato dal CT Marcello Lippi, esordisce in nazionale il 28 marzo 2009, a 24 anni, entrando nella ripresa della gara delle qualificazioni mondiali vinta per 2-0 contro il Montenegro a Podgorica, nella quale segna il suo primo gol con gli Azzurri. Alla sua seconda presenza, nella gara disputata a Bari contro l'Irlanda, viene espulso dall'arbitro Stark nei minuti iniziali per una gomitata a O'Shea. Successivamente non viene inserito tra i convocati per la Confederations Cup 2009.
L'anno seguente viene convocato per il Mondiale 2010 in Sudafrica, dove l'Italia campione in carica viene eliminata nella fase a gironi; Pazzini viene utilizzato solamente nella seconda gara del girone, pareggiata per 1-1 contro la Nuova Zelanda.
Il 6 settembre 2011 segna il gol della vittoria per 1-0 contro la Slovenia, con cui l'Italia accede matematicamente all'Europeo 2012. La sua rete corrisponde, inoltre, alla settecentesima realizzata dagli Azzurri in terra italiana. Il commissario tecnico Prandelli - suo allenatore ai tempi della Fiorentina - lo esclude però dalla fase finale preferendogli Borini, anche a causa dei modesti risultati in stagione sotto il profilo realizzativo. La mancata convocazione ne archivia - di fatto - l'esperienza in nazionale. La sua ultima presenza in azzurro rimane la partita contro Malta disputata l'11 settembre 2012 a Modena, e chiude con un bilancio di 25 presenze e 4 gol in nazionale.

### Dopo il ritiro
Dopo essersi ritirato dall'attività agonistica inizia il corso da direttore sportivo a Coverciano e il 30 gennaio 2021 esordisce come opinionista su DAZN in occasione di Benevento-Inter  venendo confermato anche l’anno seguente. Dopo aver conseguito la qualifica da direttore sportivo il 19 luglio seguente, il 14 ottobre dello stesso anno consegue la qualifica UEFA A a Coverciano, che gli consente di allenare tutte le selezioni giovanili e le squadre femminili e le prime squadre fino alla Serie C e di poter ricoprire il ruolo di allenatore in seconda sia in Serie B sia in Serie A.
Il 4 giugno 2024, viene nominato responsabile dell'area tecnica e consulente di mercato della Pistoiese, in Serie D.
Nell’estate del 2025 diventa opinionista di Coppa Italia LIVE sulle reti Mediaset.

## Statistiche

### Presenze e reti nei club
Tra club, nazionale maggiore e nazionali giovanili, Pazzini ha giocato globalmente 639 partite segnando 209 reti, alla media di 0,33 gol a partita. Con 115 reti all'attivo è attualmente al 58º posto nella Classifica dei marcatori della Serie A.
Statistiche aggiornate al 2 agosto 2020
| Stagione          | Squadra           | Campionato        | Campionato | Campionato | Coppe nazionali | Coppe nazionali | Coppe nazionali | Coppe continentali | Coppe continentali | Coppe continentali | Altre coppe | Altre coppe | Altre coppe | Totale | Totale |
| Stagione          | Squadra           | Comp              | Pres       | Reti       | Comp            | Pres            | Reti            | Comp               | Pres               | Reti               | Comp        | Pres        | Reti        | Pres   | Reti   |
| ----------------- | ----------------- | ----------------- | ---------- | ---------- | --------------- | --------------- | --------------- | ------------------ | ------------------ | ------------------ | ----------- | ----------- | ----------- | ------ | ------ |
| 2003-2004         | Atalanta          | B                 | 39         | 9          | CI              | 1               | 0               | -                  | -                  | -                  | -           | -           | -           | 40     | 9      |
| 2004-gen. 2005    | Atalanta          | A                 | 12         | 3          | CI              | 4               | 3               | -                  | -                  | -                  | -           | -           | -           | 16     | 6      |
| Totale Atalanta   | Totale Atalanta   | Totale Atalanta   | 51         | 12         |                 | 5               | 3               |                    | -                  | -                  |             | -           | -           | 56     | 15     |
| gen.-giu. 2005    | Fiorentina        | A                 | 14         | 3          | CI              | 1               | 0               | -                  | -                  | -                  | -           | -           | -           | 15     | 3      |
| 2005-2006         | Fiorentina        | A                 | 27         | 5          | CI              | 5               | 3               | -                  | -                  | -                  | -           | -           | -           | 32     | 8      |
| 2006-2007         | Fiorentina        | A                 | 24         | 7          | CI              | 2               | 2               | -                  | -                  | -                  | -           | -           | -           | 26     | 9      |
| 2007-2008         | Fiorentina        | A                 | 31         | 9          | CI              | 4               | 3               | CU                 | 12                 | 0                  | -           | -           | -           | 47     | 12     |
| 2008-gen. 2009    | Fiorentina        | A                 | 12         | 1          | CI              | 0               | 0               | UCL                | 4                  | 0                  | -           | -           | -           | 16     | 1      |
| Totale Fiorentina | Totale Fiorentina | Totale Fiorentina | 108        | 25         |                 | 12              | 9               |                    | 16                 | 0                  |             | -           | -           | 136    | 33     |
| gen.-giu. 2009    | Sampdoria         | A                 | 19         | 11         | CI              | 4               | 4               | -                  | -                  | -                  | -           | -           | -           | 23     | 15     |
| 2009-2010         | Sampdoria         | A                 | 37         | 19         | CI              | 2               | 2               | -                  | -                  | -                  | -           | -           | -           | 39     | 21     |
| 2010-gen. 2011    | Sampdoria         | A                 | 19         | 6          | CI              | 1               | 1               | UCL+UEL            | 2+3                | 3+2                | -           | -           | -           | 25     | 12     |
| Totale Sampdoria  | Totale Sampdoria  | Totale Sampdoria  | 75         | 36         |                 | 7               | 7               |                    | 5                  | 5                  |             | -           | -           | 87     | 48     |
| gen.-giu. 2011    | Inter             | A                 | 17         | 11         | CI              | 3               | 0               | UCL                | 0                  | 0                  | SI+SU+Cmc   | -           | -           | 20     | 11     |
| 2011-2012         | Inter             | A                 | 33         | 5          | CI              | 0               | 0               | UCL                | 6                  | 3                  | SI          | 1           | 0           | 40     | 8      |
| Totale Inter      | Totale Inter      | Totale Inter      | 50         | 16         |                 | 3               | 0               |                    | 6                  | 3                  |             | 1           | 0           | 60     | 19     |
| 2012-2013         | Milan             | A                 | 30         | 15         | CI              | 2               | 1               | UCL                | 5                  | 0                  | -           | -           | -           | 37     | 16     |
| 2013-2014         | Milan             | A                 | 18         | 2          | CI              | 1               | 1               | UCL                | 2                  | 0                  | -           | -           | -           | 21     | 3      |
| 2014-2015         | Milan             | A                 | 26         | 4          | CI              | 2               | 1               | -                  | -                  | -                  | -           | -           | -           | 28     | 5      |
| Totale Milan      | Totale Milan      | Totale Milan      | 74         | 21         |                 | 5               | 3               |                    | 7                  | 0                  |             | -           | -           | 86     | 24     |
| 2015-2016         | Verona            | A                 | 30         | 6          | CI              | 1               | 0               | -                  | -                  | -                  | -           | -           | -           | 31     | 6      |
| 2016-2017         | Verona            | B                 | 35         | 23         | CI              | 2               | 0               | -                  | -                  | -                  | -           | -           | -           | 37     | 23     |
| 2017-gen. 2018    | Verona            | A                 | 19         | 4          | CI              | 1               | 0               | -                  | -                  | -                  | -           | -           | -           | 20     | 4      |
| gen.-giu. 2018    | Levante           | PD                | 9          | 1          | CR              | 0               | 0               | -                  | -                  | -                  | -           | -           | -           | 9      | 1      |
| 2018-2019         | Verona            | B                 | 24+5       | 10+2       | CI              | 2               | 1               | -                  | -                  | -                  | -           | -           | -           | 31     | 13     |
| 2019-2020         | Verona            | A                 | 15         | 4          | CI              | 1               | 0               | -                  | -                  | -                  | -           | -           | -           | 16     | 4      |
| Totale Verona     | Totale Verona     | Totale Verona     | 123+5      | 47+2       |                 | 7               | 1               |                    | -                  | -                  |             | -           | -           | 135    | 50     |
| Totale carriera   | Totale carriera   | Totale carriera   | 495        | 160        |                 | 39              | 23              |                    | 34                 | 8                  |             | 1           | 0           | 569    | 191    |

### Cronologia presenze e reti in nazionale
| Cronologia completa delle presenze e delle reti in nazionale ― Italia | Cronologia completa delle presenze e delle reti in nazionale ― Italia | Cronologia completa delle presenze e delle reti in nazionale ― Italia | Cronologia completa delle presenze e delle reti in nazionale ― Italia | Cronologia completa delle presenze e delle reti in nazionale ― Italia | Cronologia completa delle presenze e delle reti in nazionale ― Italia | Cronologia completa delle presenze e delle reti in nazionale ― Italia | Cronologia completa delle presenze e delle reti in nazionale ― Italia |
| Data                                                                  | Città                                                                 | In casa                                                               | Risultato                                                             | Ospiti                                                                | Competizione                                                          | Reti                                                                  | Note                                                                  |
| --------------------------------------------------------------------- | --------------------------------------------------------------------- | --------------------------------------------------------------------- | --------------------------------------------------------------------- | --------------------------------------------------------------------- | --------------------------------------------------------------------- | --------------------------------------------------------------------- | --------------------------------------------------------------------- |
| 28-3-2009                                                             | Podgorica                                                             | Montenegro                                                            | 0 – 2                                                                 | Italia                                                                | Qual. Mondiali 2010                                                   | 1                                                                     | 59’                                                                   |
| 1-4-2009                                                              | Bari                                                                  | Italia                                                                | 1 – 1                                                                 | Irlanda                                                               | Qual. Mondiali 2010                                                   | -                                                                     | 3’                                                                    |
| 6-6-2009                                                              | Pisa                                                                  | Italia                                                                | 3 – 0                                                                 | Irlanda del Nord                                                      | Amichevole                                                            | -                                                                     | 63’                                                                   |
| 14-11-2009                                                            | Pescara                                                               | Italia                                                                | 0 – 0                                                                 | Paesi Bassi                                                           | Amichevole                                                            | -                                                                     | 76’                                                                   |
| 18-11-2009                                                            | Cesena                                                                | Italia                                                                | 1 – 0                                                                 | Svezia                                                                | Amichevole                                                            | -                                                                     |                                                                       |
| 3-3-2010                                                              | Monaco                                                                | Italia                                                                | 0 – 0                                                                 | Camerun                                                               | Amichevole                                                            | -                                                                     | 46’                                                                   |
| 3-6-2010                                                              | Bruxelles                                                             | Italia                                                                | 1 – 2                                                                 | Messico                                                               | Amichevole                                                            | -                                                                     | 63’                                                                   |
| 5-6-2010                                                              | Ginevra                                                               | Svizzera                                                              | 1 – 1                                                                 | Italia                                                                | Amichevole                                                            | -                                                                     | 78’                                                                   |
| 20-6-2010                                                             | Nelspruit                                                             | Italia                                                                | 1 – 1                                                                 | Nuova Zelanda                                                         | Mondiali 2010 - 1º Turno                                              | -                                                                     | 61’                                                                   |
| 3-9-2010                                                              | Tallinn                                                               | Estonia                                                               | 1 – 2                                                                 | Italia                                                                | Qual. Euro 2012                                                       | -                                                                     |                                                                       |
| 7-9-2010                                                              | Firenze                                                               | Italia                                                                | 5 – 0                                                                 | Fær Øer                                                               | Qual. Euro 2012                                                       | -                                                                     | 59’                                                                   |
| 8-10-2010                                                             | Belfast                                                               | Irlanda del Nord                                                      | 0 – 0                                                                 | Italia                                                                | Qual. Euro 2012                                                       | -                                                                     | 74’                                                                   |
| 12-10-2010                                                            | Genova                                                                | Italia                                                                | 3 – 0 tav                                                             | Serbia                                                                | Qual. Euro 2012                                                       | -                                                                     |                                                                       |
| 17-11-2010                                                            | Klagenfurt am Wörthersee                                              | Romania                                                               | 1 – 1                                                                 | Italia                                                                | Amichevole                                                            | -                                                                     | 80’                                                                   |
| 9-2-2011                                                              | Dortmund                                                              | Germania                                                              | 1 – 1                                                                 | Italia                                                                | Amichevole                                                            | -                                                                     | 46’                                                                   |
| 25-3-2011                                                             | Lubiana                                                               | Slovenia                                                              | 0 – 1                                                                 | Italia                                                                | Qual. Euro 2012                                                       | -                                                                     |                                                                       |
| 3-6-2011                                                              | Modena                                                                | Italia                                                                | 3 – 0                                                                 | Estonia                                                               | Qual. Euro 2012                                                       | 1                                                                     | 65’                                                                   |
| 7-6-2011                                                              | Liegi                                                                 | Italia                                                                | 0 – 2                                                                 | Irlanda                                                               | Amichevole                                                            | -                                                                     | 58’                                                                   |
| 10-8-2011                                                             | Bari                                                                  | Italia                                                                | 2 – 1                                                                 | Spagna                                                                | Amichevole                                                            | -                                                                     | 59’                                                                   |
| 2-9-2011                                                              | Tórshavn                                                              | Fær Øer                                                               | 0 – 1                                                                 | Italia                                                                | Qual. Euro 2012                                                       | -                                                                     | 59’                                                                   |
| 6-9-2011                                                              | Firenze                                                               | Italia                                                                | 1 – 0                                                                 | Slovenia                                                              | Qual. Euro 2012                                                       | 1                                                                     | 61’                                                                   |
| 11-11-2011                                                            | Breslavia                                                             | Polonia                                                               | 0 – 2                                                                 | Italia                                                                | Amichevole                                                            | 1                                                                     | 62’                                                                   |
| 15-11-2011                                                            | Roma                                                                  | Italia                                                                | 0 – 1                                                                 | Uruguay                                                               | Amichevole                                                            | -                                                                     | 82’                                                                   |
| 29-2-2012                                                             | Genova                                                                | Italia                                                                | 0 – 1                                                                 | Stati Uniti                                                           | Amichevole                                                            | -                                                                     | 59’                                                                   |
| 11-9-2012                                                             | Modena                                                                | Italia                                                                | 2 – 0                                                                 | Malta                                                                 | Qual. Mondiali 2014                                                   | -                                                                     | 69’                                                                   |
| Totale                                                                |                                                                       | Presenze                                                              | 25                                                                    |                                                                       | Reti                                                                  | 4                                                                     |                                                                       |

## Palmarès

### Club
- Coppa Italia: 1

Inter: 2010-2011

### Nazionale
- Campionato d'Europa Under-19: 1

Liechtenstein 2003

### Individuale
- Oscar del calcio AIC: 1

Migliore calciatore giovane: 2005
- Capocannoniere della Serie B: 1

2016-2017 (23 gol)